# پشتیبانی بلندمدت
پشتیبانی بلند مدت (به انگلیسی: Long-term support) که بیشتر به شکل خلاصه شده ال‌تی‌اس (LTS) به‌کار می‌رود؛ گونه‌ای از نسخه‌های خاص از یک محصول نرم‌افزاری است که برای مدت زمان طولانی‌تری نسبت به سایر نسخه‌های معمولی پشتیبانی می‌شود. ارائه نسخه LTS برای پروژه‌ها و نرم‌افزارهای متن‌باز بسیار پرکاربرد و مرسوم است.
سیاست‌های مدیریت چرخه‌عمر محصولات نرم‌افزاری ایجاب می‌کند که اصول مهندسی قابلیت اطمینان (Reliability engineering) در فرایندهای توسعه نرم‌افزار و چرخه‌های عمر اعمال شوند.
پشتیبانی بلند مدت، فاز تعمیر و نگهداری نرم‌افزار (Maintenance) را طولانی‌تر می‌کند. همچنین نوع و مدت زمان ارائه آپدیت‌های نرم‌افزاری (Patch‌ها) را تحت تأثیر قرار می‌دهد تا سبب کاهش خطرات، هزینه‌ها و اختلالات پیدا شده در فاز گسترش نرم‌افزار (Deployment) شود. البته اینکار پشتیبانی فنی نیست اما به نوعی همان منظور را می‌رساند.
اصطلاح پشتیبانی بلند مدت معمولاً برای نسخه‌های خاصی از نرم‌افزارهایی که انتشارهای سریع با چرخه‌های عمر کوتاه دارند کاربرد دارد. معمولاً یک ناشر نسخه LTS خود را تا حداقل ۲ سال آینده حمایت و نگه‌داری می‌کند. اصطلاح مشابه پشتیبانی کوتاه مدت یا به اختصار (STS) همان پشتیبانی متداول برای نسخه‌های عادی نرم‌افزار است.

## اساس نیاز به پشتیبانی بلند مدت (LTS)
شیوه‌های سنتی چرخه‌های عمر نرم‌افزار در بسیاری از پروژه‌های متن‌باز بر اساس انتشارهای مبتنی بر زمان (Time-based release) طبق یک جدول زمان‌بندی است که هر نسخه جدید که انتشار می‌یابد شامل دو ارتقا است:
1. اشکال زدایی خطاها، حل مشکلات و رفع آسیب‌پذیری‌ها
2. ارائه قابلیت‌های جدید

حال در نظر بگیرید که سازمان‌های بزرگ از نرم‌افزاری استفاده می‌کنند یا کاربرانی مبتنی بر آن نرم‌افزار پروژه‌های بزرگ و حیاتی را جلو می‌برند. واضح است که هر دو به آپدیت‌ها و اصلاحات امنیتی آن نرم‌افزار نیاز دارند اما در عمل بیشتر ترجیح می‌دهند در همان نسخه فعلی از نرم‌افزار باقی بمانند و آن را به نسخه جدید شامل آپدیت‌ها ارتقا ندهند. دیدگاه و نگرانی آنها این است که با افزوده شدن قابلیت‌های جدید ممکن است به‌طور اتفاقی باگ‌های جدی تری به وجود آمده باشد یا قابلیت‌های قبلی که قبلاً بر پایه آنها توسعه انجام داده‌اند از کار افتاده باشد.
برای همین معمولاً باگ‌های امنیتی که در نسخه جدید رفع شده‌است را بررسی می‌کنند و سپس خودشان آنها را در نسخه قدیمی اعمال می‌کنند (اصطلاحاً اقدام به بک پورتینگ می‌کنند) که واضح است اینکار می‌تواند به شدت هزینه‌بر یا دشوار باشد.
ضمناً حتی اگر اضافه شدن باگ‌ها و مشکلات اتفاقی را در نظر نگیریم؛ اضافه شدن قابلیت‌های جدید برای آن دسته از کاربران بسیار هزینه‌بر است. برای مثال بروزرسانی یک برنامه تحت وب که دارای پیکربندی حساسی است ممکن است افراد زیادی نظیر توسعه دهندگان را برای مقاوم‌سازی، مدیر پایگاه داده را برای اعمال تغییرات در اسکیمای پایگاه داده، تست کننده‌ها را برای انجام تست رگرسیون، مدیر پروژه را برای برنامه‌ریزی، ارتباط و تسهیل، مدیر سیستم را برای نظارت بر نصب و استقرار نرم‌افزار و تیم عملیاتی IT را برای بحث‌های پشتیبان‌گیری، نصب و بازیابی مشکلات درگیر کند و به چالش بکشد.
نسخه‌های LTS یک بسته نرم‌افزاری برای این به وجود آمده‌اند که این نگرانی‌ها را در نظر بگیرند و تنها آپدیت‌های امنیتی برای آن نسخه LTS را دریافت بکنند و البته میزان ریسک نصب آن آپدیت‌ها همیشه باید کمتر از ریسک نصب نکردن آنها باشد.

## نرم‌افزارهای دارای نسخه LTS جداگانه
این جدول تنها حاوی آن دسته از نرم‌افزارهایی است که به‌جز نسخه معمولی و پیش‌فرض خود دارای یک نسخه مجزای LTS هستند. بسیاری از پروژه‌ها، نظیر سنت‌اواس برای هر ریلیز رسمی یک نسخه LTS متناظر نیز منتشر می‌کنند.
| نرم‌افزار        | گونه                    | تاریخ انتشار اولین نسخه LTS | مدت زمان LTS  | مدت زمان STS | جزئیات بیشتر |  |
| --------------- | ----------------------- | --------------------------- | ------------- | ------------ | --- |  |
| اوبونتو         | توزیع لینوکس            | ۱ ژوئن ۲۰۰۶ (v6.06 LTS)     | ۵ سال         | ۹ ماه1       | برای نسخه‌های LTS، رفع باگ‌ها تا ۲ سال و رفع مشکلات امنیتی تا ۳ سال ارائه می‌شود. برای نسخه‌های عمومی رفع باگ‌ها تا ۶ ماه و رفع مشکلات امنیتی تا ۱ سال ارائه می‌شود. |  |
| تریسکل 7.0      | توزیع لینوکس            | ۲۰۱۴-۱۱-۰۴                  | ۵ سال         | ۱ سال        | هسته لینوکس-لایبر ۳٫۱۳، ژنوم فال‌بک ۳٫۱۲ و ای بروزر یا گنو آیس‌کت |  |
| سیمفونی         | چارچوب نرم‌افزاری تحت وب | ژوئن ۲۰۱۳                   | ۳ سال         | ۸ ماه        | |  |
| جوملا           | CMS                     | ژانویه ۲۰۰۸ (v1.5)          | ۲ سال و ۳ ماه | ۷ ماه        | از آنجایی که جوملا یک نرم‌افزار تحت وب است، پشتیبانی بلند مدت باید شامل پشتیبانی از مرورگرهای وب قدیمی باشد. |  |
| تی‌کی ویکی       | ویکی CMS                | مه ۲۰۰۹                     | ۵ سال         | ۶ ماه        | هر نسخه ۳ام یک نسخه LTS است. |  |
| لینوکس مینت     | توزیع لینوکس            | ۸ ژوئن ۲۰۰۸                 | ۵ سال         | ۶ ماه        | از آنجایی که لینوکس مینت بر پایه اوبونتو است در نسخه ۱۳ مدت زمان پشتیبانی بلند مدت از ۳ سال به ۵ سال افزایش پیدا کرد. |  |
| هسته لینوکس     | هسته                    | ۱۱ اکتبر ۲۰۰۸ (v2.6.27)     | ۶ سال         | متغیر        | هسته لینوکس v2.6.16 و v2.6.27 به صورت غیررسمی قبل از ۲۰۱۱ در قالب LTS پشتیبانی می‌شد که بعد از تشکیل کار گروه بنیاد لینوکس یک LTS رسمی از ۲۰۱۱ آغاز شد. |  |
| تایپو۳          | CMS                     | ژانویه ۲۰۱۱ (v4.5 LTS)      | ۳ سال (حداقل) | متغیر        | تایپو۳ یک نرم‌افزار تحت وب توسط انجمن تایپو۳ است. |  |
| موزیلا فایرفاکس | مرورگر وب               | ۳۱ ژانویه ۲۰۱۲ (v10.0)      | ۱ سال         | ۶ هفته       | موزیلا اصطلاح پشتیبانی بلند مدت خود را تحت اصطلاح "Extended Support Release - ESR" تعریف می‌کند که می‌توانید جداگانه سیاست‌های آن را مطالعه کنید. |  |
| جنگو            | چارچوب نرم‌افزاری تحت وب | ۲۳ مارس ۲۰۱۲ (v1.4)         | ۳ سال         | ۱۶ ماه       | |  |
| لاراول          | چارچوب نرم‌افزاری تحت وب | ۹ ژوئن ۲۰۱۵ (v5.1)          | ۳ سال         | ۱ سال        | برای نسخه‌های LTS، برطرف کردن باگ‌ها تا ۲ سال و مشکلات امنیتی تا ۳ سال ارائه می‌شود. برای نسخه‌های عمومی برطرف کردن باگ‌ها تا ۶ ماه و مشکلات امنیتی تا ۱ سال ارائه می‌شود. |  |
| ویندوز ۱۰       | سیستم عامل              | ۲۹ ژوئیه ۲۰۱۵ (v10.0.10240) | ۱۰ سال        | ۴–۸ ماه      | بر اساس LTSB یا Long Term Servicing Branch نسخه‌های انتشار یافته ویندوز ۱۰ تا ۱۰ سال برای ماشین‌های با کارکرد حیاتی حمایت و پشتیبانی می‌شوند. بر اساس ریلیز LTBS هر ماه آپدیت‌های امنیتی بدون کمترین تغییر در قابلیت‌ها عرضه می‌شوند. LTBS تنها برای نسخه سازمانی ویندوز ۱۰ ارائه می‌شود. |  |
| Node.js         | محیط اجرایی سمت سرور    | ۱۲ اکتبر ۲۰۱۵ (v4.2.0)      | ۱۸ ماه        | ۱۲ ماه       | |  |

1.^  مدت زمان پشتیبانی برای توزیع مادر اوبونتو، دبیان، یک سال بعد از انتشار نسخه پایدار است. برای دبیان ۶٫۰ یک نسخه LTS وجود دارد تا آخرین آپدیت‌های امنیتی تا فوریه ۲۰۱۶ را ارائه کند. هم‌اکنون تصمیم انتشار نسخه LTS برای نسخه‌های بعدی در دست بررسی است.